# West Yan'an Road

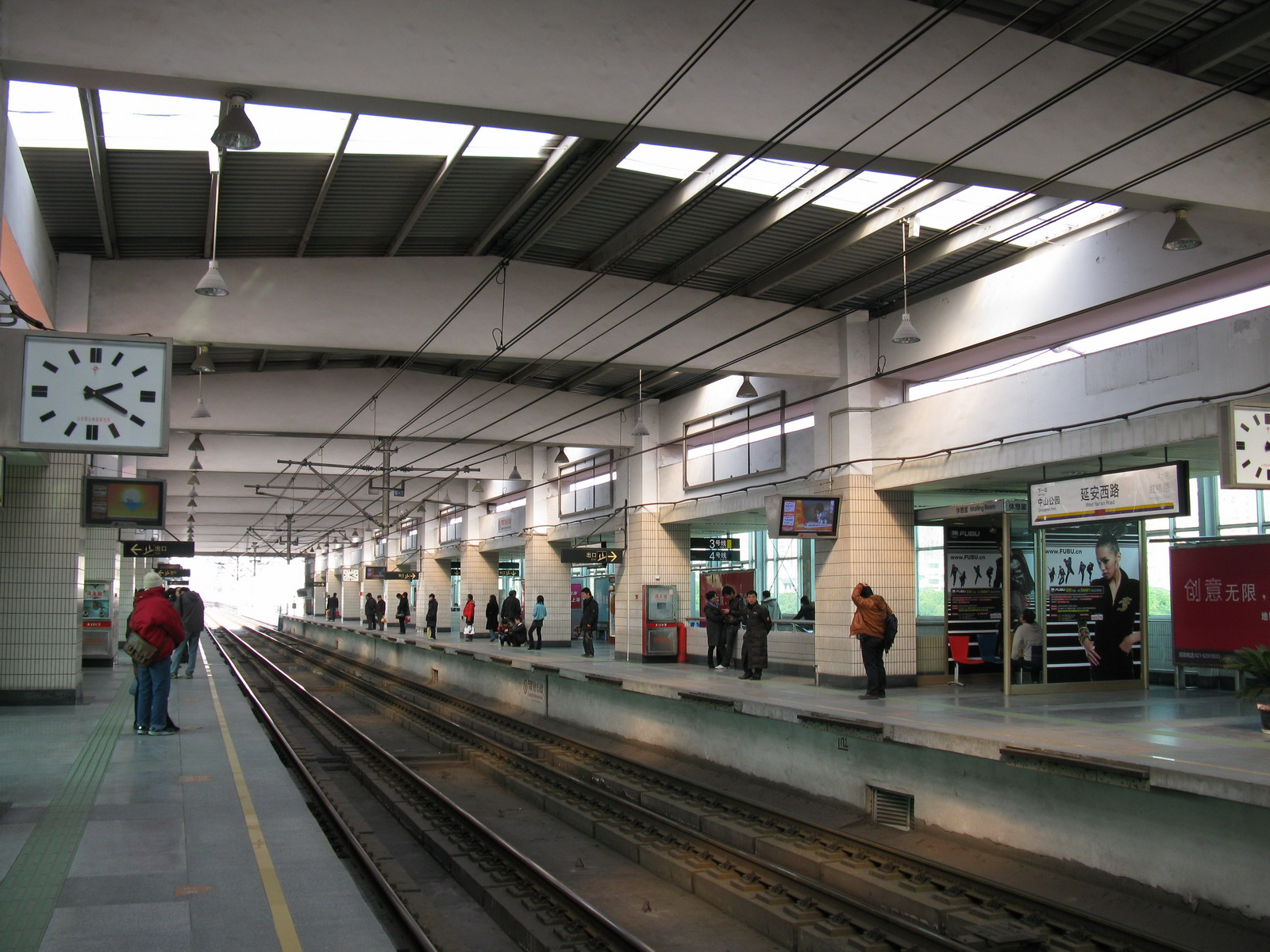
Yan'an Lu-West

West Yan'an Road (延安西路) is een station van de metro van Shanghai. Het station is onderdeel van lijn 3 en lijn 4.
North Jiangyang Road · Tieli Road · Youyi Road · Baoyang Road · Shuichan Road · Songbin Road · Zhanghuabang · Songfa Road · South Changjiang Road · West Yingao Road · Jiangwan Town · Dabaishu · Chifeng Road · Hongkou Football Stadium · Dongbaoxing Road · Baoshan Road · Station Shanghai · Zhongtan Road · Zhenping Road · Caoyang Road · Jinshajiang Road · Zhongshan Park · West Yan'an Road · Hongqiao Road · Yishan Road · Caoxi Road · Longcao Road · Shilong Road · Station Shanghai-Zuid

Lijnen van de metro van Shanghai: 1 · 2 · 3 · 4 · 5 · 6 · 7 · 8 · 9 · 10 · 11 · 12 · 13 · 14 · 15 · 16 · 17 · 18 · Pujiang Line
← Yishan Road · Shanghai Indoor Stadium · Shanghai Stadium · Dong'an Road · Damuqiao Road · Luban Road · South Xizang Road · Nanpu Bridge · Tangqiao · Lancun Road · Pudian Road · Century Avenue · Pudong Avenue · Yangshupu Road · Dalian Road · Linping Road · Hailun Road · Baoshan Road · Station Shanghai · Zhongtan Road · Zhenping Road · Caoyang Road · Jinshajiang Road · Zhongshan Park · West Yan'an Road · Hongqiao Road → 

Lijnen van de metro van Shanghai: 1 · 2 · 3 · 4 · 5 · 6 · 7 · 8 · 9 · 10 · 11 · 12 · 13 · 14 · 15 · 16 · 17 · 18 · Pujiang Line